# Amaranthaceae
La familia Amaranthaceae perteneciente al orden Caryophyllales comprende alrededor de 160 géneros y 2400 especies de plantas. La mayoría de ellas son hierbas o subarbustos con unos cuantos árboles y trepadoras. Es una familia ampliamente extendida cuyo hábitat se encuentra en regiones tropicales y subtropicales. La mayor parte de las especies se dan en el África tropical y Norteamérica, sin embargo, alguna de sus especies son oriundas de las regiones templadas. Un gran número son populares plantas ornamentales de jardín, en especial las especies de Alternanthera, Amaranthus, Celosia e Iresine. Algunos de sus miembros más conocidos son Amaranthus y Salsola. Muchas de las especies son halófitas, es decir, que prosperan en suelos salinos.
Las clasificaciones modernas basadas en la historia evolutiva, tales como la Clasificación filogenética APG, incluyen dentro de Amaranthaceae, como subfamilia Chenopodioideae, a las antiguas quenopodiáceas (Chenopodiaceae). Especies bien conocidas de esta subfamilia son las cultivadas Beta vulgaris (remolacha), Chenopodium quinoa y Spinacia oleracea (espinaca). Las principales diferencias entre Amaranthaceae y Chenopodiaceae son pétalos membranosos y estambres a menudo unidos en forma de anillo. Con anterioridad a la incorporación de esta subfamilia, la antigua y más limitada circunscripción de Amaranthaceae contenía solamente alrededor de 65 géneros y 900 especies.
Forman un grupo monofilético, el que presenta la mayor cantidad de especies dentro del orden Caryophyllales.

## Descripción
Las hojas son simples, opuestas o alternas, con márgenes enteros o toscamente dentados y sin estípulas. En la mayoría de los casos pueden ser agrupaciones tanto basales como terminales de hojas. 
Las flores son solitarias o agrupadas en racimos, espiguillas o panículas, generalmente bisexuales y actinomorfas. Las bracteadas flores son regulares, con 4 o 5 pétalos, a menudo unidos, y de 1 a 5 estambres. El ovario hipogino tiene de 3 a 5 sépalos.
El fruto puede ser un utrículo, nuez o una cápsula circumcisa, raramente una baya.

## Taxonomía
La familia fue descrita por  Antoine-Laurent de Jussieu, y publicado en Genera Plantarum 87–88. 1789. El género tipo es: Amaranthus L. 

## Distribución
Amaranthaceae es una familia extendida y cosmopolita desde los trópicos hasta las regiones templadas frías. Las Amarantáceas (en sentido estricto) son predominantemente tropicales, mientras que las antiguas Chenopodiaceae tienen sus centros de diversidad en zonas con climas secos y cálidos. Muchas especies son halófitas, toleran suelos salinos o crecen en estepas secas o semidesiertos.

## Importancia económica
Algunas especies, como la espinaca (Spinacia oleracea) o variedades de remolacha (Beta vulgaris) (remolacha, acelga), se utilizan como hortalizas. Entre las formas de Beta vulgaris figuran la remolacha forrajera (Mangelwurzel) y la remolacha azucarera. Las semillas del amaranto, cuartos de cordero (Chenopodium berlandieri), la quinoa (Chenopodium quinoa) y la kanyiwa (Chenopodium pallidicaule) son comestibles y se utilizan como pseudograsas. Las semillas de amaranto son ricas en proteínas y fibra.
La Dysphania ambrosioides (epazote) y la Dysphania anthelmintica se utilizan como hierbas medicinales. Varias especies de amaranto también se utilizan indirectamente como fuente de carbonato sódico, como los miembros del género Salicornia (véase soplador de vidrio).
Varias especies son plantas ornamentales de jardín muy populares, especialmente las especies de los géneros Alternanthera, Amaranthus, Celosia e Iresine. Otras especies se consideran malas hierbas, alholva común (Amaranthus retroflexus) y la hierba caimán (Alternanthera philoxeroides), y algunas son especies invasoras problemáticas, especialmente en Norteamérica, como Kali tragus y Bassia scoparia. Se sabe que el polen de muchas especies produce alergia.